# Měšťanský pivovar (Kroměříž)
Měšťanský pivovar (někdy zvaný Starý pivovar) je budova se dvěma křídly navazující na objekt radnice v Prusinovského ulici v Kroměříži. Prusinovského ulice byla pojmenována po biskupovi Vilému Prusinovském z Víckova, který vydal pro měšťanský pivovar várečný a výčepní řád, tak aby nekonkuroval pivovaru biskupskému. Ten stával na sladovnickém předměstí (původně sladovny měšťanských nákladnických domů umístěných vně města kvůli manipulaci s otevřeným ohněm, později sladovna biskupského pivovaru) za Mlýnskou branou, kde se nacházelo hospodářské zázemí Arcibiskupského zámku a biskupská mincovna. Pivovar využíval sklepy s lednicemi za městskými hradbami pod nynější budovou Nadsklepí.

## Popis objektu

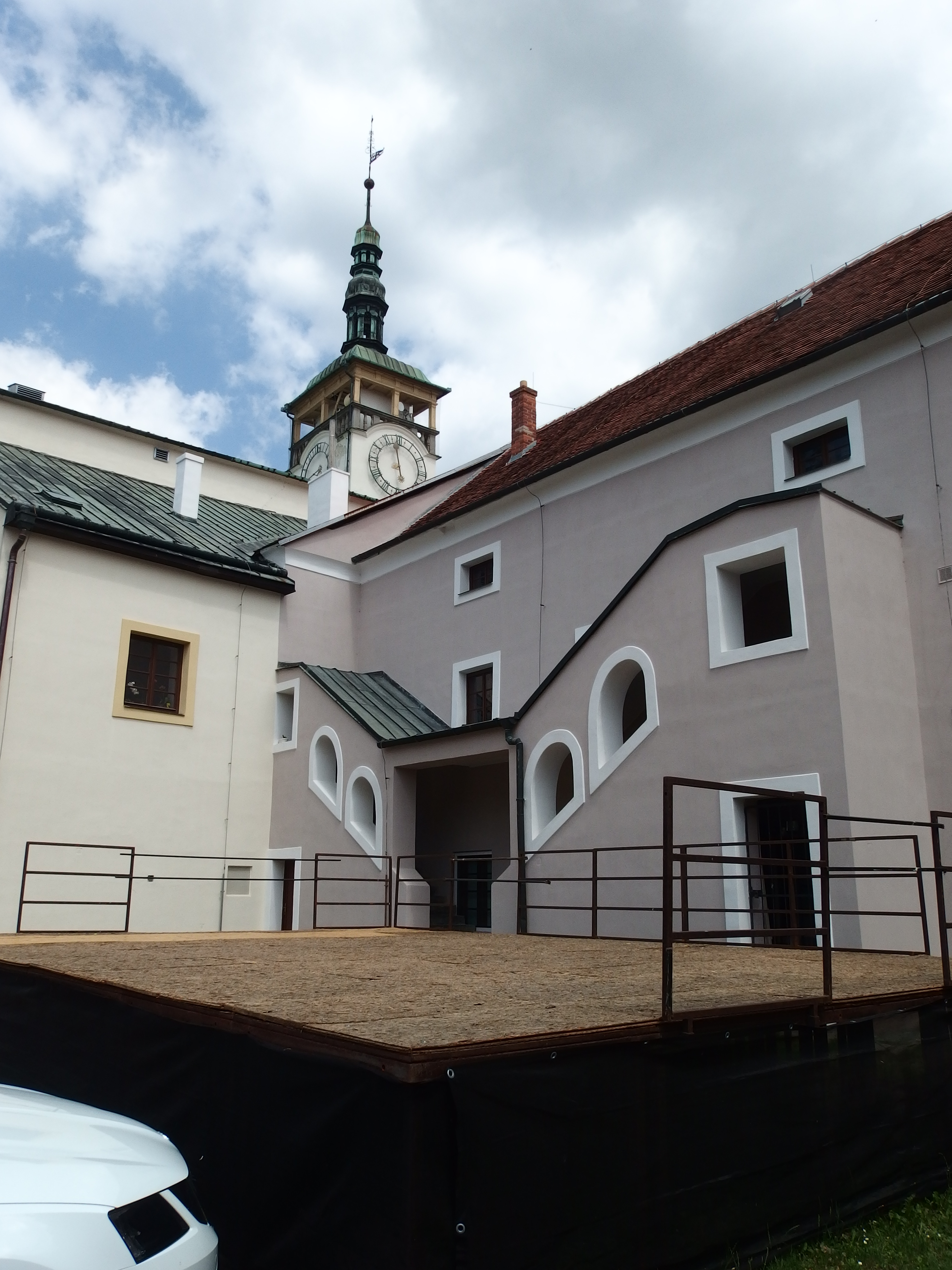
Nádvoří pivovaru s věží radnice

Pivovar tvoří hlavní dvoupatrová budova, doplněná navazujícím příčným křídlem, které zabíhá hluboko do nitra domovního bloku. V jeho zakončení, které mírně předstupuje před uliční čáru, je vloženo točité schodiště do vyšších pater. Dům s pravidelným rastrem obdélníkových oken postrádá z vnějšího pohledu jakékoliv architektonické členění. Vnitřní dvůr je z Prusinovského ulice přístupný průjezdem s prostým kruhovým portálem. Dvorní fasády zčásti zakrývá vnější dvojité barokní schodiště. Pozoruhodným prvkem v místě styku obou křídel budovy je i vysoký stupňovitý štít, který snad může být ještě renesančního původu. Celý objekt je chráněn jako nemovitá Kulturní památka České republiky pod číslem 32221/7-6009.

## Historie
Budova pivovaru právovárečných měšťanů vznikla koncem 16. století, i když právo vařiti pivo je v Kroměříži zhruba tak staré jako je město samo. V letech 1540-1567 se v Kroměříži setkáváme s osmi nákladnickými domy, které měly právo na vlastních pánvích vařit pivo a dodávat je šenkovním domům, to je většině domů na náměstí a v přilehlých ulicích. Právovárečníci si uvědomili, že roztroušené domácí pivovárky nejsou hospodárné. Proto se sdružili a vybudovali rozsáhlý pivovarský komplex se stejně prostorným vnitřním dvorem vedle budovy radnice. Později si ho přivlastnilo město a vařilo v něm pivo ještě na počátku 20. století.
Proto se také Prusinovského ulice až do roku 1911 jmenovala Pivovarská. Pivovar s maximálním výstavem 14 000 hl byl zrušen v roce 1925. Po ukončení provozu pivovaru renesanční budova s krásně klenutými stropy, pomalu pustla, v přízemí byla řada krámků, ve dvoře bylo uhelné skladiště. V roce 1953 byla budova renovována podle návrhu architekta Václava Capouška na společenské centrum se sálem. Výzdobu sálu provedl akademický malíř Vladimír Škranc (1922-1999), na jehož domě na Riegrově náměstí je umístěna pamětní deska, a který je pohřbený na kroměřížském hřbitově.

## Současnost

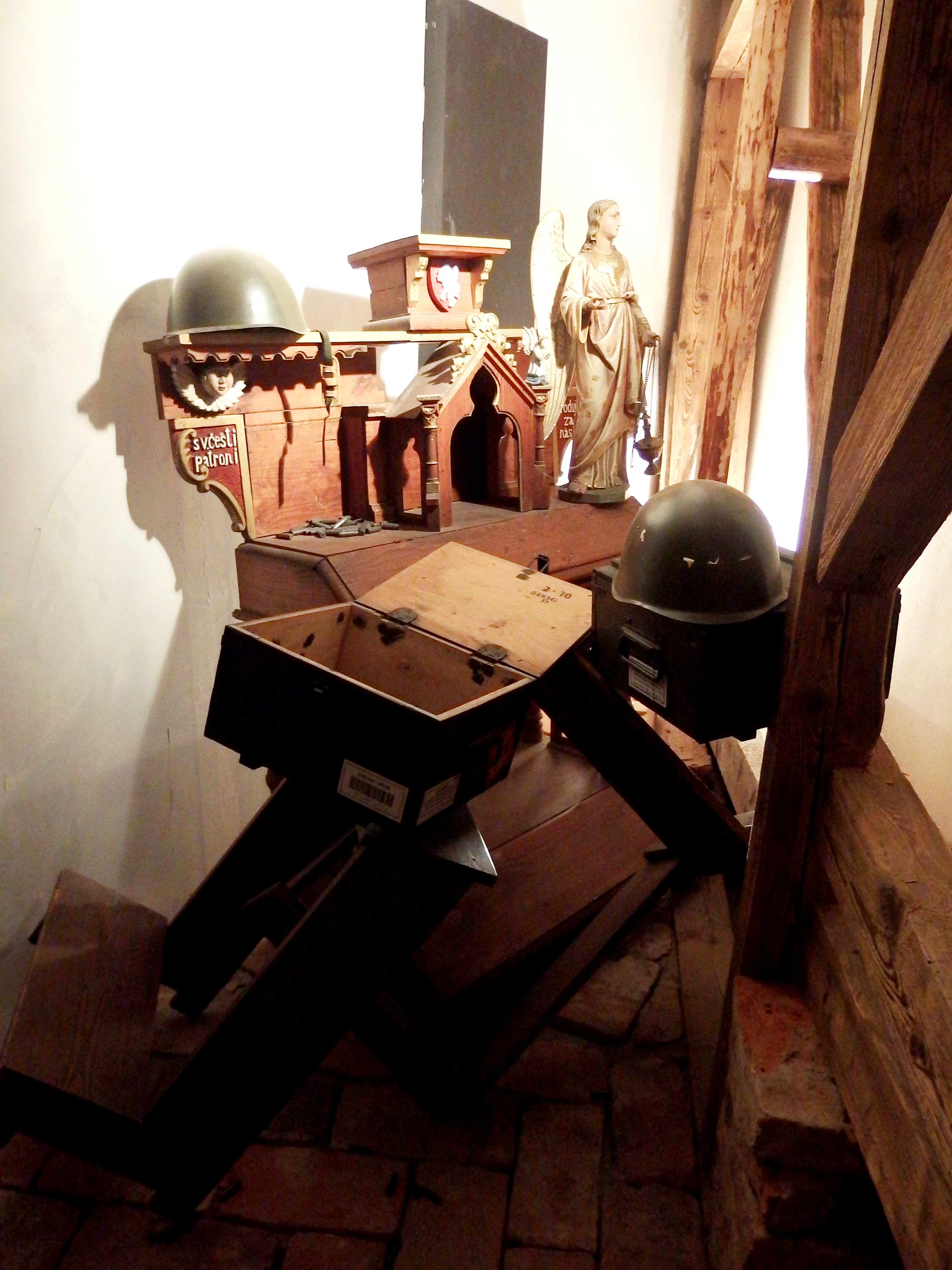
Expozice Karla Kryla

Dne 25. září 2014 byla v budově otevřena stálá Expozice Karla Kryla, která představuje kroměřížského rodáka, básníka a písničkáře jako významnou a nejednoduchou osobnost české kultury pomocí metaforické instalace architekta Jana Konečného. V roce 2018 proběhla další rekonstrukce objektu v hodnotě cca 20 milionů korun. V části přízemí vedle budovy radnice provozuje Knihovna Kroměřížska Turistické informační centrum. V budově působí i ochotnický Divadelní spolek Kroměříž.